# Urique (kommun)
Urique är en kommun i Mexiko.   Den ligger i delstaten Chihuahua, i den nordvästra delen av landet, 1 300 km nordväst om huvudstaden Mexico City. Antalet invånare är 20 386. Arean är 3 969 kvadratkilometer.
Terrängen i Urique är mycket bergig.
Följande samhällen finns i Urique:
- Urique
- Corareachi
- Coruyvo
- Piedras Verdes
- Los Encinitos
- Mesa de Arturo
- Huisuchi Grande
- La Reforma
- El Hormiguero